# Pseudosauris minnipenna
Pseudosauris minnipenna är en fjärilsart som beskrevs av Dyar 1914. Pseudosauris minnipenna ingår i släktet Pseudosauris och familjen mätare. Inga underarter finns listade.